# Rubina Kotak
Rubina Kotak, född 1975, är en tanzanisk astronom.
Kotak är sedan 2017 verksam vid Åbo universitet. Hon forskar huvudsakligen stjärnors utveckling, i synnerhet supernovor och andra typer av kosmiska explosioner.
Kotak disputerade 2002 vid Lunds universitet på en avhandling om vita dvärgar. Hon blev då den tredje kvinna som disputerat i astronomi vid Lunds universitet, efter Ingrid Torgård 1956 och Frida Palmér 1939. Hon har även arbetat vid Imperial College London, Europeiska sydobservatoriet och Queen's University Belfast.